# 26 de Octubre
26 de Octubre är en ort i Mexiko.   Den ligger i kommunen Tapachula och delstaten Chiapas, i den sydöstra delen av landet, 900 km sydost om huvudstaden Mexico City. 26 de Octubre ligger 823 meter över havet och antalet invånare är 986.
Terrängen runt 26 de Octubre är kuperad åt sydväst, men åt nordost är den bergig. Runt 26 de Octubre är det ganska tätbefolkat, med 179 invånare per kvadratkilometer. Närmaste större samhälle är Cacahoatán, 14,0 km sydost om 26 de Octubre. I omgivningarna runt 26 de Octubre växer i huvudsak städsegrön lövskog.